# Franz Retz

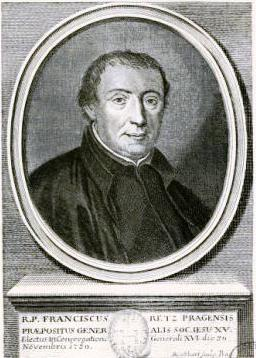
Franz Retz

Franz Retz (* 13. September 1673 in Prag; † 19. November 1750 in Rom) war der 15. General der Societas Jesu.

## Leben
Nach Vorbereitungsstudien in Prag trat er im Jahr 1689 in den Orden ein. Nach in demselben wurde er, während er seine eigenen Studien beendete, im Lehramt an verschiedenen Unterrichtsanstalten seines Ordens und zum Unterrichte der jungen Kleriker verwendet. Später wurde er Missionar und Kanzelredner, wobei er in fremde Länder kam und verschiedene Stellen in seinem Orden ausfüllte. 
Als am 28. Februar 1730 der 14. Ordensgeneral Michelangelo Tamburini starb, wählte die Generalversammlung am 7. März desselben Jahres Retz zu ihrem 15. General.
Im Alter von 77 Jahren starb Franz Retz am 19. November 1750 in Rom.